# 利州 (南梁)
利州，是南北朝的州。
梁武帝分交州在金宁县（今越南河静省河静西北）设置利州，下辖金宁县。南陈沿置，隋朝灭陈，隋文帝开皇十八年（598年）利州改为智州，隋炀帝大业二年（606年）智州废除，金宁县入驩州。